# Colônia de Lagos

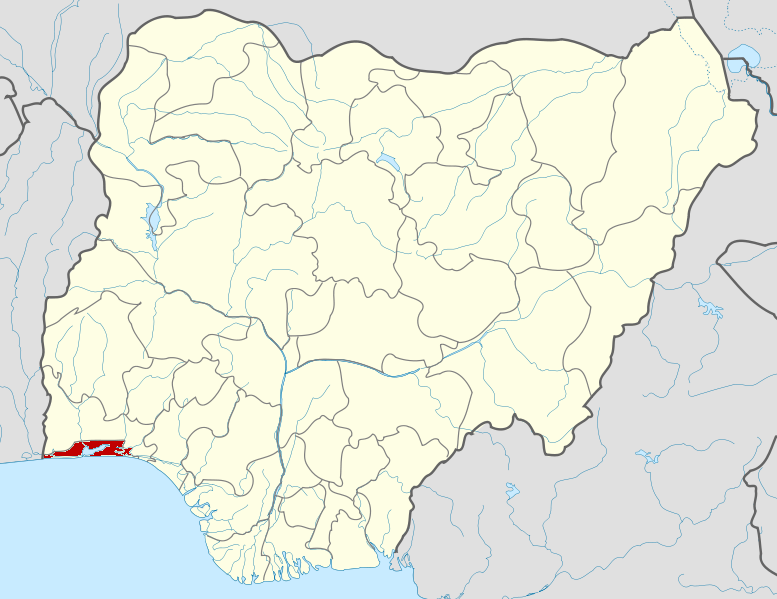
Mapa de localização da Colônia de Lagos, na Nigéria.

A colônia de Lagos é uma colônia britânica ao redor da cidade de Lagos, na atual Nigéria. Ela já existia desde 5 de Março de 1862, até fevereiro 1906 data da sua integração no Protetorado Sul da Nigéria. Em 1872, Lagos era um centro comercial cosmopolita, com uma população de mais de 60 000 habitantes. Lagos foi declarada colônia em 5 de março de 1862.